# Liste der Monuments historiques in Saint-Froult
Die Liste der Monuments historiques in Saint-Froult führt die Monuments historiques in der französischen Gemeinde Saint-Froult auf.

## Liste der Objekte
Zum Verständnis siehe: Kirchenausstattung
| Bezeichnung                                     | Beschreibung                     | Standort                            | Kennzeichnung | Schutzstatus | Datum | Bild |
| ----------------------------------------------- | -------------------------------- | ----------------------------------- | ------------- | ------------ | ----- | ---- |
| Tabernakel und vier Kerzenständer auf dem Altar | Holz, vergoldet, 18. Jahrhundert | im Chor der Kirche St-Froult (Lage) | PM17000379    | Inscrit      | 1978  |      |